# San Pedro Pochutla (kommun)
San Pedro Pochutla är en kommun i Mexiko.   Den ligger i delstaten Oaxaca, i den sydöstra delen av landet, 500 km sydost om huvudstaden Mexico City.
Följande samhällen finns i San Pedro Pochutla:
- San Pedro Pochutla
- Puerto Ángel
- San Miguel Figueroa
- San Isidro Apango
- Zipolite
- El Colorado
- Reyes
- Laguna Seca
- Corcovado Petaca
- Lagunilla
- Barrio Cuaydiguele
- Loma Cruz
- La Cruz del Siglo
- Palotada
- Estacahuite
- Barrio Mendillo
- Tachicuno
- San Isidro Limón
- Guzmán
- Palmarillo
- Arroyo Macalla
- Barrio Nuevo Chapingo
- Barranquilla
- La Ciénega II
- Barra de Cuatunalco
- Río Sal
- El Encierro
- Las Palmas
- Piedra de Lumbre
- Colonia la Mina
- El Piste
- Barrio la Lima
- El Porvenir
- Miramar
- La Rosadía
- Tepeguaje
- Laborillo
- Carnizuelo
- El Paraíso